# Бітинела щупальцева
Бітинела щупальцева (Bithynia tentaculata) — відносно невеликий вид прісноводних черевоногих равликів з родини Bithyniidae.

## Поширення
Цей вид має палеарктичний ареал, що зустрічається переважно в низовинах Північної, Центральної та Східної Європи, а також Південної Скандинавії, що простягається на схід до Західної Азії. Він широко поширений у Європі від Скандинавії до Піренейського півострова та від Ейру до України. Є записи з Туреччини та Ірану, але, згідно з Gloer і Pesic (2012), ці записи були сплутані з іншими двома новоописаними видами, B. forcarti або, можливо, з Bithynia mazandaranensis. Він також завезений до Північної Америки. У Північній Америці зараз ареал поширюється від Квебеку та Вісконсину до Пенсільванії та Нью-Йорка. Спочатку його знайшли в районі Великих озер, вперше зареєстрували в озері Мічиган у 1871 році, відтак поширився на озеро Онтаріо, річку Гудзон та інші притоки та водойми в районі Великих озер протягом 20 століття.

## Середовище
Цей вид зустрічається у різноманітних водних середовищах — струмках, річках, каналах, великих дренажах, болотах і озерах, але менш поширений у невеликих ставках. Він виявляє сильну перевагу багатим рослинним середовищем існування, часто з мулистим субстратом.

## Опис
Висота мушлі зазвичай не перевищує 12–15 мм. Равлик стає статевозрілим, коли висота раковини досягає розміру 8 мм. Равлик має блискучу блідо-коричневу мушлю овальної форми, з відносно великим і округлим шпилем, що складається з 5—6 дещо сплощених завитків